# Mathilde Hofer
Mathilde Hofer (geboren am 29. Mai 1874 als Mathilde Gisela Auguste Scheinberger in Wien; gestorben am 21. November 1942 im KZ Auschwitz-Birkenau) war die österreichische Ehefrau des Malers Karl Hofer und hinterließ eine Sammlung von mehr als 450 Briefen an Karl Hofer und ihre Söhne. Sie wurde ein Opfer des Holocaust.

## Leben
Mathilde Scheinberger, auch ‚Thilde‘ genannt, wuchs als das zweitjüngste von fünf Kindern in einer wohlhabenden jüdisch-ungarischen Familie in Wien auf. Ihre Eltern waren Jakob und Hermine Scheinberger. Der Vater besaß eine Konservenfabrik. Sie studierte Klavier und Gesang.
Im Sommer 1902 lernte sie den Maler Karl Hofer auf einer Reise in Cuxhaven kennen; sie verlobten sich im Dezember desselben Jahres und heirateten am 14. April 1903 in Wien. Zuvor war sie zum Protestantismus konvertiert. Das Paar wechselte häufig den Wohnort. 1904 wurde ihr erster Sohn Karl Johannes Arnold in Zürich geboren. In Rom kam 1905 der zweite Sohn Titus Wolfgang zur Welt, der nach wenigen Monaten starb. 1908 zog die Familie nach Paris, wo Mathilde Hofer ihr Gesangsstudium an der Hochschule für Musik 1910 abschloss und der dritte Sohn Hans-Rudi  1911 geboren wurde. Zwischen 1910 und 1911 befand sich Karl Hofer mit Unterstützung eines Kunstmäzens auf einer Indienreise. Mathilde Hofer berichtete ihm in Briefen von ihrer bestandenen Prüfung und der Geburt des Kindes. Sie litt unter der Trennung und den knappen finanziellen Mitteln. 1913 zog die Familie nach Berlin, wo Karl Hofer 1921 eine Professur antrat. Ihre eigene Laufbahn als Sängerin gab sie zugunsten der Ehe auf. Anfang der zwanziger Jahre begann Karl Hofer, der inzwischen ein prominenter expressionistischer Künstler geworden war, eine Beziehung mit einer anderen Frau. Ab 1927 lebten Mathilde und Karl Hofer getrennt.
Nach Jahren der Trennung reichte sie auf seinen Wunsch die Scheidung ein. Am 8. Juli 1938 wurde die Ehe geschieden. Mathilde Hofer zog von Berlin nach Wiesbaden in die Nähe ihrer Schwägerin Emmi Scheinberger, die mit ihrer Familie im Raum Frankfurt lebte. Von Hofer bekam sie regelmäßig einen Prozentsatz von seiner Pension als Unterhalt. Nach den Novemberpogromen unternahm sie Versuche zu emigrieren. Als Hofer den ersten Preis bei einer Gemäldeausstellung des Carnegie Institutes in Pittsburgh gewann, wandte sie sich mit einem Brief vom 18. Januar 1939 an die Direktion der Carnegiegesellschaft und bat um Unterstützung für ihre Auswanderung nach Amerika. Sie erklärte: „Mein Mann hat mich gebeten, den Umständen der heutigen Zeit Rechnung zu tragen, und da ich nach meinem ungarischen Vater nicht arisch bin, mich von ihm scheiden zu lassen, damit er und seine Carriere nicht zu leiden haben.“ Ihr Anliegen wurde abschlägig beschieden.
Mathilde Hofer war evangelisch getauft, doch nach der Rassenideologie des Nationalsozialismus galt sie als „Jüdin“, weil sie jüdische Vorfahren hatte. Ab dem 17. September 1941 musste sie den Judenstern tragen und aus ihrer Wohnung in der Kapellenstraße 80 in ein Zimmer zur Untermiete umziehen. Am 1. September 1942 wurde sie von der Gestapo in Wiesbaden verhaftet. Ob es eine Denunziation gab, ist nicht bekannt. Erst im März und April 1943 hatten alle deutschen Behörden den Befehl erhalten, zu prüfen, welche der „privilegierten Mischehen“ noch bestehen und welche bereits geschieden sind. Aus dem Wiesbadener Polizeigefängnis in der Friedrichstraße schrieb sie Briefe an ihre beiden Söhne. Darin bemühte sie sich tapfer zu wirken und beschrieb ihre Zelle im ironischen Ton. Sie glaubte bis zum Schluss, ihr könne nichts passieren, weil ihr Rechtsberater ihr immer gesagt habe, durch ihre Ehe mit einem „Arier“ sei sie von den Rassengesetzen ausgenommen. Nach kurzer Haft verschleppten die Nazis sie am 28. Oktober 1942 erst ins KZ Ravensbrück, dann nach Auschwitz-Birkenau, wo sie am 21. November ermordet wurde.
Mathilde Hofer hinterließ eine Sammlung von über 450 Briefen an Karl Hofer und ihre Söhne mit einem handschriftlich verfassten Brief mit ihrem letzten Willen. Ihre Erben vermachten den Nachlass dem Aktiven Museum Spiegelgasse, darunter auch eine lebensgroße Bronzebüste Mathilde Hofers von Karl Albiker (um 1927/28). Die Schriftdokumente befinden sich digitalisiert im Stadtarchiv Wiesbaden. Sie wurden transkribiert und historisch kontextualisiert.

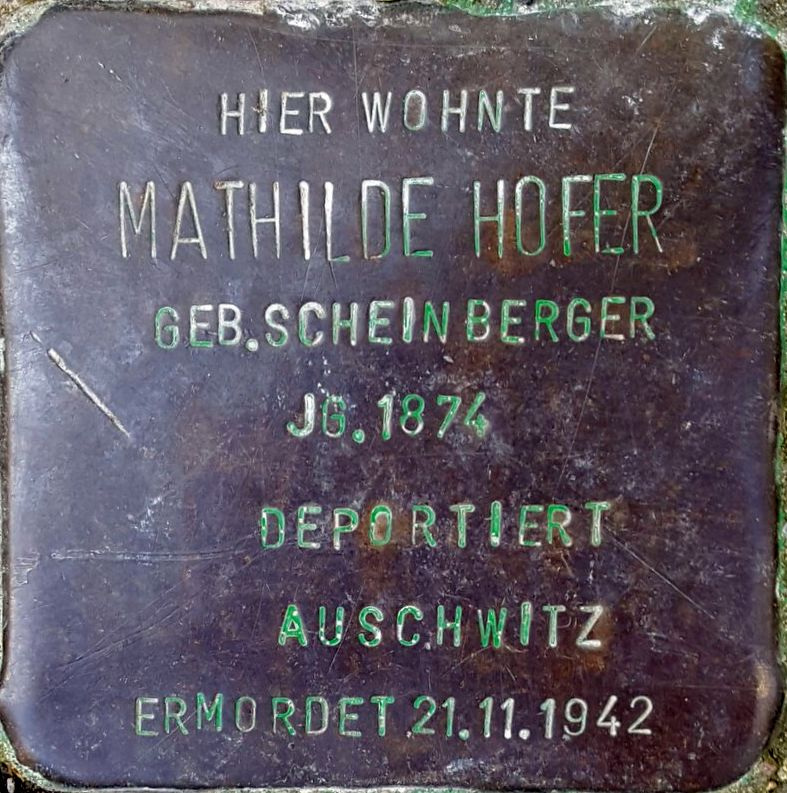
Stolperstein in der Kapellenstraße 80, Wiesbaden-Nordost

## Gedenken
In Wiesbaden erinnert seit 2006 auf Initiative von Elisabeth Lutz-Kopp und Gisela Kunze ein Stolperstein an Mathilde Hofer.
Das Aktive Museum Spiegelgasse widmete der Lebensgeschichte Mathilde Hofers 2009 eine Ausstellung  mit Bild- und Textdokumenten aus ihrem Nachlass. Der Titel der Ausstellung ist einem Zitat aus dem letzten Brief an ihre Söhne entnommen: „Adé - ich verreise heute mit Ziel weiss ich nicht“. Die Albert-Einstein-Volkshochschule Tempelhof-Schöneberg zeigte die Ausstellung vom 18. Januar bis zum 1. März 2013 in ihren Räumen am Barbarossaplatz.
Am 21. Oktober 2012 wurde in der Berliner Beth-Zion Schule in der Rykestraße im Prenzlauer Berg eine Gedenktafel für sie eingeweiht.